# 안드로이드 14

개발자 프리뷰 로고

안드로이드 14(영어: Android 14)은 2023년 2월 8일 첫 번째 개발자 프리뷰가 공개된 안드로이드 버전이며 구글이 주도하는 오픈 핸드셋 얼라이언스에 의해 개발된 안드로이드 모바일 운영 체제의 14번째 주요 릴리스이다.

## 역사
안드로이드 14 (내부 코드명은 Upside Down Cake)는 2023년 2월 8일에 발표되었다. 안드로이드 14는 2023년 2월 8일 안드로이드 블로그를 통해 발표되었다. 개발자 미리보기와 업데이트 날짜가 포함된 로드맵이 즉시 공개되었다. 여기에는 3월 8일에 출판된 또 다른 개발자 프리뷰와 4개의 월간 베타 버전이 포함되어 있다. 첫 번째 베타는 4월 12일에 출시되었으며, 4월 26일에 베타 1.1에 대한 핫픽스를 받았다. 마지막 버전은 7월에 플랫폼 안정성에 도달할 예정이며 곧 일반적인 가용성에 도달할 예정이다.
베타 버전은 픽셀 4a (5G), 픽셀 5, 픽셀 5a, 픽셀 6, 픽셀 6 프로, 픽셀 6a, 픽셀 7 및 픽셀 7 프로에서 사용할 수 있다.

## 같이 보기
- 안드로이드 버전 역사